# Werner Roth (Fußballspieler, Juni 1948)
Werner Roth (* 24. Juni 1948) ist ein ehemaliger deutscher Fußballspieler. 

## Karriere
Werner Roth wurde durch seine Zeit als aktiver Fußballspieler beim damaligen Zweitligisten Stuttgarter Kickers bekannt, dort absolvierte der Angreifer in der Regionalliga Süd und der 2. Bundesliga Süd 164 Partien für die Kickers und schoss dabei zehn Tore.